# 帕爾卡區 (塔爾馬省)
帕爾卡區（西班牙語：Distrito de Palca），是秘魯的一個區，位於該國中部胡寧大區的塔爾馬省，始建於1857年1月2日，面積378.08平方公里，海拔高度2,739米，2005年人口7,732，人口密度每平方公里20人。